# Antônio Guerreiro
Antônio Guerreiro de Faria (Rio de Janeiro, 1949) foi um compositor, instrumentista e arranjador brasileiro.
Estudou piano aos cinco anos com Liddy Mignone e Marina Hespanha, parou aos oito e só votou ao piano com treze anos , desta vez só para tocar música popular.. Aos 17 anos começou a tocar guitarra, baixo e teclado em bandas de rock. Aos vinte anos, em 1969, voltou a estudar música, desta vez nos Seminários de Música do MIS, um curso livre orientado por César Guerra-Peixe. Concluído o curso de Leitura e Escrita, com Maria Aparecida Antonello Ferreira, passa a estudar harmonia, contraponto, melos, harmonia acústica e composição com César Guerra -Peixe, e piano com Marli Proença interrompido em 1972 por falta de recursos. Presta vestibular para música em 1973 e passa a cursar Licenciatura em Música na FEFIERJ em 1974 enquanto tem aulas particulares de harmonia e história da música com Hélio de Oliveira Sena. Pouco tempo depois estuda contraponto modal, no estilo severo, também com Hélio Sena. Em 1976 torna-se aluno monitor lecionando a disciplina Harmonia I a IV e , ainda Música de Câmera.  Forma-se em 1977, sendo contratado como professor da FEFIERJ na qual passa a lecionar Harmonia. Em 1980 passa a ser professor da Unirio e retorna aos estudos de composição, contraponto e fuga e orquestração com Guerra-Peixe em 1981. Na Unirio concluiu o mestrado em música brasileira com a dissertação Guerra Peixe: sua evolução estilística à luz das teses Andradeanas. Lecionou na já citada instituição as disciplinas Harmonia, Harmonia Avançada , Análise Musical, Contraponto e Fuga e , ainda, Estrutura da Música Modal
Em 1996, juntamente com Samuel Araújo, Paulo dos Passos e Clay Protásio fundou o grupo Tira o Dedo do Pudim e com eles gravou uma parte da desconhecida música popular de Guerra-Peixe,  escrevendo arranjos ( Vampiro Moderno e Quadradinho) e transcrevendo para a formação de piano, contrabaixo, clarineta&sax e violão a Suite no Estilo Popular Urbano, também de Guerra-Peixe.. Fundou também  o grupo musical Vôo Livre, para o qual escreveu arranjos musicais. Mais recentemente, fundou o Quarteto Nevipen  que conta com o guitarrista  André Rente,o baixista Domenico Botelho e o saxofonista Chico Costa tocando obras da MPB. 

## Discografia
- Guerra Peixe (2000)